# Heliothis
Heliothis és un gènere de lepidòpters ditrisis de la família dels noctúids (Noctuidae). Les seves larves són plagues agrícoles de plantes com el tabac, tomàquet, cotoner i soia entre d'altres.

## Taxonomia
Diverses espècies que anteriorment es consideraven dins el gènere Heliothis ara estan dins del gènere Helicoverpa.
- Subgènere Heliothis:
  - Heliothis acesias Felder & Rogenhofer, 1872
  - Heliothis australis Hardwick, 1994
  - Heliothis belladonna (H. Edwards, 1881)
  - Heliothis borealis (Hampson, 1903)
  - Heliothis conifera (Hampson, 1913)
  - Heliothis cystiphora (Wallengren, 1860)
  - Heliothis flavescens (Janse, 1917)
  - Heliothis flavigera (Hampson, 1907)
  - Heliothis fuscimacula (Janse, 1917)
  - Heliothis hoarei Matthews, 1999
  - Heliothis lucilinea Walker, 1858
  - Heliothis maritima Graslin, 1855
  - Heliothis metachrisea (Hampson, 1903)
  - Heliothis melanoleuca Mitchell, 1997
  - Heliothis molochitina (Berg, 1882)
  - Heliothis nubigera Herrich-Schäffer, [1851]
  - Heliothis ononis (Denis & Schiffermüller, 1775)
  - Heliothis oregonica (H. Edwards, 1875)
  - Heliothis pauliani Viette, 1959
  - Heliothis peltigera (Denis & Schiffermüller, 1775)
  - Heliothis perstriata (Brandt, 1941)
  - Heliothis philbyi (Brandt, 1941)
  - Heliothis phloxiphaga Grote & Robinson, 1867
  - Heliothis proruptus Grote, 1873
  - Heliothis punctifera Walker, 1857
  - Heliothis roseivena (Walker, 1866)
  - Heliothis scutuligera Guenée, 1852
  - Heliothis sturmhoefeli Draudt, 1927
  - Heliothis subflexa (Guenée, 1852)
  - Heliothis tergemina (C. Felder & Rogenhofer, 1874)
  - Heliothis virescens (Fabricius, 1777)
  - Heliothis viriplaca (Hufnagel, 1766)
  - Heliothis xanthia Angulo y Olivares, 1999
  - Heliothis xanthiata Walker, 1865

- Subgènere Masalia:
  - Heliothis albida (Hampson, 1905)
  - Heliothis albipuncta (Hampson, 1910)
  - Heliothis cruentata (Moore, 1881)
  - Heliothis decorata (Moore, 1881)
  - Heliothis disticta (Hampson, 1902)
  - Heliothis galatheae (Wallengren, 1856)
  - Heliothis leucosticta (Hampson, 1902)
  - Heliothis nubila (Hampson, 1903)
  - Heliothis philbyi (Brandt, 1941)
  - Heliothis perstriata (Brandt, 1941)
  - Heliothis quilengesi Seymour, 1972
  - Heliothis sublimis (Berio, 1962)
  - Heliothis transvaalica (Distant, 1902)
  - Heliothis uncta (Swinhoe, 1885)

- Subgènere Timora (també tractat com un gènere separat):
  - Timora

## Galeria
- Forat en tomàquet fet per l'eruga d'Heliothis
- Larva d'Heliothis virescens